# Municipio de Frankford (Minnesota)
El municipio de Frankford (en inglés: Frankford Township) es un municipio ubicado en el condado de Mower en el estado estadounidense de Minnesota. En el año 2010 tenía una población de 371 habitantes y una densidad poblacional de 4,79 personas por km².

## Geografía
El municipio de Frankford se encuentra ubicado en las coordenadas 43°42′48″N 92°30′5″O / 43.71333, -92.50139. Según la Oficina del Censo de los Estados Unidos, el municipio tiene una superficie total de 77.5 km², de la cual 77,49 km² corresponden a tierra firme y (0,01 %) 0,01 km² es agua.

## Demografía
Según el censo de 2010, había 371 personas residiendo en el municipio de Frankford. La densidad de población era de 4,79 hab./km². De los 371 habitantes, el municipio de Frankford estaba compuesto por el 98,11 % blancos, el 0,27 % eran afroamericanos, el 1,08 % eran de otras razas y el 0,54 % eran de una mezcla de razas. Del total de la población el 0,27 % eran hispanos o latinos de cualquier raza.